# Gabonparadijsmonarch
De gabonparadijsmonarch (Terpsiphone rufocinerea) is een zangvogel uit het geslacht Terpsiphone en de familie Monarchidae (monarchen).

## Verspreiding en leefgebied
Deze soort komt voor van zuidelijk Kameroen tot noordwestelijk Angola.

## Status
De grootte van de populatie is niet gekwantificeerd maar de soort wordt omschreven als algemeen tot zeer algemeen. Op de Rode lijst van de IUCN heeft deze soort de status niet bedreigd.